# Collie lông dài
Collie lông dài hay Rough Collie hay Long-Haired Collie là giống chó Collie có nguồn gốc từ nước Scotland. Chúng thuộc nhóm chó canh gác và săn đuổi. Tầm vóc con đực từ 56 cm - 61 cm, Con cái từ 51 cm-56 cm. Trọng lượng từ 20–30 kg. Màu lông gồm trắng xám, xanh nhạt, ba màu. Chải hàng tuần là tốt nhất, lâu hơn cũng được. Dạo chơi do nhu cầu dạo chơi và vận động bình thường. Tuổi thọ chúng từ 10 - 12 năm. Là giống chó có tính cách hoạt bát, thông minh, cảnh giác, luôn sẵn sàng chiến đấu nhưng lại ham chơi.
Collie ban đầu là giống cho canh gác của xứ Scottland, có dáng hình kiêu sa và thường được mang ra giới thiệu ở các cuộc Dog Show cho mọi người ngưỡng mộ. Trong thế chiến thứ II Collie còn được giao nhiệm vụ đưa thư và cứu thương và về sau rất nổi tiếng trong sê-ri truyền hình mang tên Lassie. Collie thích làm chó canh gác và nhờ các nhà lai tạo có kinh nghiệm cho đến nay chúng vẫn giữ được tính cách này. Collie rất thích hợp làm chó cho gia đình và chó làm việc vì rất gắn với người và dễ dạy bảo.